# Вільям Дартон молодший
 Вільям Дартон молодший (англ. William Darton; 1781 р., — 1854 р., )— англійський картограф та гравер. 

## Карти України
1802 р. Карта – “Poland” (Польща). Поміщена в “Atlas to Walker's Geography” (видавець Джон Уокер (John Walker) в чотирьох версіях. Напис UKRAIN охоплює центральну Правобережну Україну. Західна Україна – RED RUSSIA  (Червона Русь). Виділено на карті ще такі українські історико-географічні землі: Podolia (Поділля), Volhynia (Волинь), Polesia (Полісся)..
1802 р.  Карта – «Southern part of Russia in Europe» (Росія). Поміщена в “Atlas to Walker's Geography”. Напис UKRAIN охоплює центральну Правобережну та Лівобережну Україну; Південна Україна – Новоросія (New Russia). Це копія карти «SOUTHERN RUSSIA or MUSCOVY IN EUROPE» англійського історика та географа Вільяма Гатрі (William Guthrie; 1708–1770)..